# اسم (نحو)
الاسم في علم النحو هو اللفظ الذي يدل على معنى في نفسه غير مقترن بزمان معين حتى يظهر معناه،
وللاسم علامات يُعْرف بها، مثل قابلية دخول التنوين أو لام التعريف، وتختلف أحوال إعرابه باختلاف نوعه وعدده وتصرفه.
الاسم قد يدل على معنى الزمان في العموم، مثل «اليوم» و«الليلة» و«الساعة»، ويكون الفرق بينه وبين الفعل أن الفعل لا يقتصر على الدلالة على معنى الزمان في العموم، بل يُقيد الحدوث في الزمن الماضي أو الحاضر أو المستقبل.

## علامات الاسم
يُعرف الاسم بعلامات تدل عليه وهي:
- قابلية دخول التنوين عليه مثل:

- قابلية دخول الألف واللام اللتين للتعريف عليه مثل:

- قابلية نعته (وصفه) والإسناد إليه والإخبار عنه مثل:

- قابيلة دخول حروف النداء عليه لإفادة النداء مثل:

- قابلية دخول حرف الجر عليه مثل:

- قابليته للإضافة مثل:

- امتناع دخول «قد» و«سوف» عليه، إلا أن هذا ليس خاصا بالاسم فقط، فقد يمتنعا من الدخول على فعل الأمر والنهي إذا كان بغير لام مثل: «اِضرِب»، فلا يجوز أن يُقال: «قد اِضرِب الرجل».[2]

وذكر البعض علامات أخرى يُعرف بها الاسم منها:
- قابلية الجمع مثل:

- قابلية التصغير مثل:

و«بني» تصغير «ابن».

## أنواع الاسم
تتنوع أقسام الاسم من منظورات متعددة

### التعريف والتنكير
كل اسم يدل على مخصوص أو معين من أفراد جنسه فهو معرفة، مثل: «الله»، «مكة»، «محمد»، «أنت»، «هذا»، فإذا لم يدل الاسم على معين من أفراد جنسه فهو نكرة مثل: «إله»، «بلد»، «نبي»، والمعارف سبعة أنواع: الضمير، والعلم، واسم الإشارة، والاسم الموصول، والمعرف بلام التعريف، والمضاف إلى معرفة، والنكرة المقصودة بالنداء.

### الظهور والاستتار والإبهام
يُقسم الاسم باعتبار ظهوره إلى ظاهر، مثل «محمد عاقل»، ومضمر يكون مستتر له تقدير، مثل الفاعل المستتر في قول: «أكرم صديقك» وتقديره: «أكرم أنت صديقك»، ومبهم لا يتضح معناه إلا بشيء آخر، مثل اسم الإشارة والاسم الموصول، وأضاف بعض النحاة قسما رابعا وهو اسم زائد محض، يؤكد المعنى ويقويه، ولا محل له من الإعراب.

### الجمود والاشتقاق
ينقسم الاسم من حيث قابلية اشتقاقه من غيره إلى نوعين:
- الاسم المشتق: هو الاسم الذي يُشتق من غيره، ويدل على ذات، ويحمل معنى وصفيا، ومن الأسماء المشتقة اسم الفاعل مثل: دائم، واسم المفعول مثل: مضروب، واسمى الزمان والمكان واسم التفضيل وصيغ المبالغة واسم الآلة.

- الاسم الجامد: هو ما لم يُشتق من غيره، ودلّ على حدث أو معنى، كأسماء الأجناس المحسوسة وتسمى اسم ذات، مثل رجل وشجر وبقر، وأسماء الأجناس المعنوية غير المحسوسة وتسمى اسم معنى، ويشمل المصادر الدالة على أحداث (مثل شجاعة وإرادة). كنصر وفهم وقيام وقعود وضوء ونور وزمان.

### الإفراد والتثنية والجمع
- مفرد: وهو الاسم الدال على واحد أو ما في حكمه. كرجل وقوم وتمر.
- مثنى: هو الاسم الدال على اثنين بزيادة ألف ونون أو ياء ونون على آخره مثل كتابان وكتابين.
- جمع: هو الاسم الدال على ثلاثة فأكثر بزيادة في آخره أو بتغيير في هيئة مفرده.
  - جمع المذكر السالم
  - جمع المؤنث السالم
  - اسم الجمع: لفظ يتضمن معنى الجمع، مثل: قوم ورهط.

### التذكير والتأنيث
- اسم مذكر: وهو الاسم الدال على جنس الذكر، وقد يكون حقيقيا مثل: رجل وسيد وصبي، أو مجازي مثل: كتاب وقلم.
- اسم مؤنث: وهو الاسم الدال على جنس الإنثى، وقد يكون حقيقيا مثل: امرأة وسيدة، أو مجازي مثل: كراسة ومدينة، كما ينقسم الاسم المؤنث إلى قياسي وسماعي.

### المنقوص والمقصور والممدود والصحيح
يُقَسَّم الاسم من حيث بنائه الصرفي إلى:
- اسم مقصور: وهو الاسم الذي ينتهي بألف لينة لازمة وتقدر عليه حركات الإعراب الثلاث. مثل عصا وعمى.
- اسم ممدود: وهو الاسم المعرَب الذي في آخره همزة قبلها ألف زائدة. مثل: سماء وزهراء.
- اسم منقوص: وهو كل اسم معرَب في آخره ياء لازمة أصليّة غير مُشدَّدة مكسور ما قبلها. مثل: الوادي، والماضي.
- اسم صحيح: وهو أيّ اسم لم يُشمَل في الأنواع الثلاثة السابقة. مثل موسوعة ورجل.

## أحوال إعراب الاسم
تتنوع أحوال إعراب الاسم حسب نوعه:
- المفرد: يرفع بالضمة، وينصب بالفتحة، ويجر بالكسرة
- المثنى: يرفع بالألف، وينصب ويجر بالياء
- جمع المذكر السالم: يرفع بالواو، وينصب ويجر بالياء
- جمع المؤنث السالم: يرفع بالضمة، وينصب ويجر بالكسرة
- الأسماء الخمسة: ترفع بالواو، وتنصب بالألف، وتجر بالياء
- الأسماء الممنوعة من الصرف: ترفع بالضمة، وتنصب وتجر بالفتحة